# Commodore 65

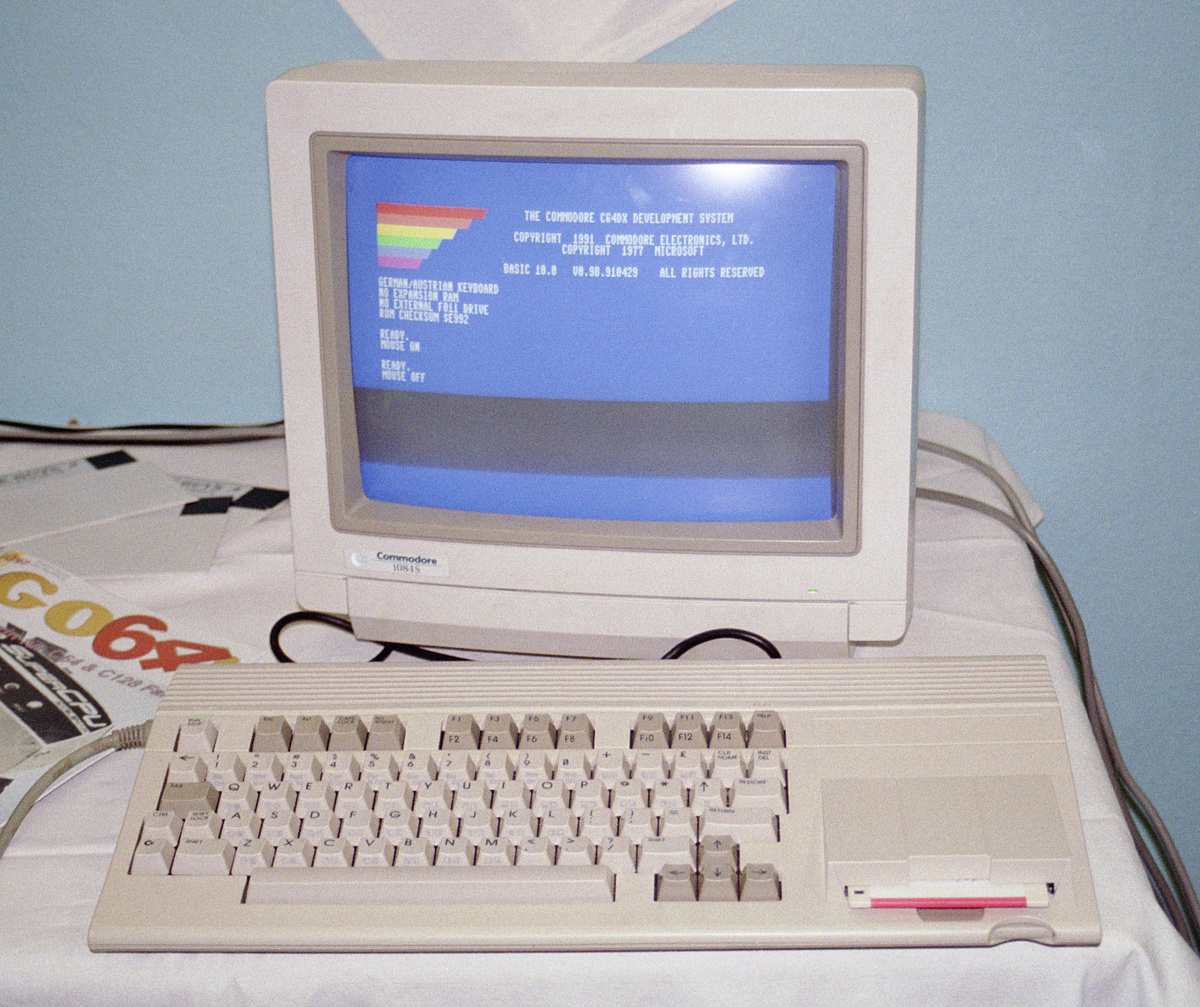
Commodore 65 funzionante

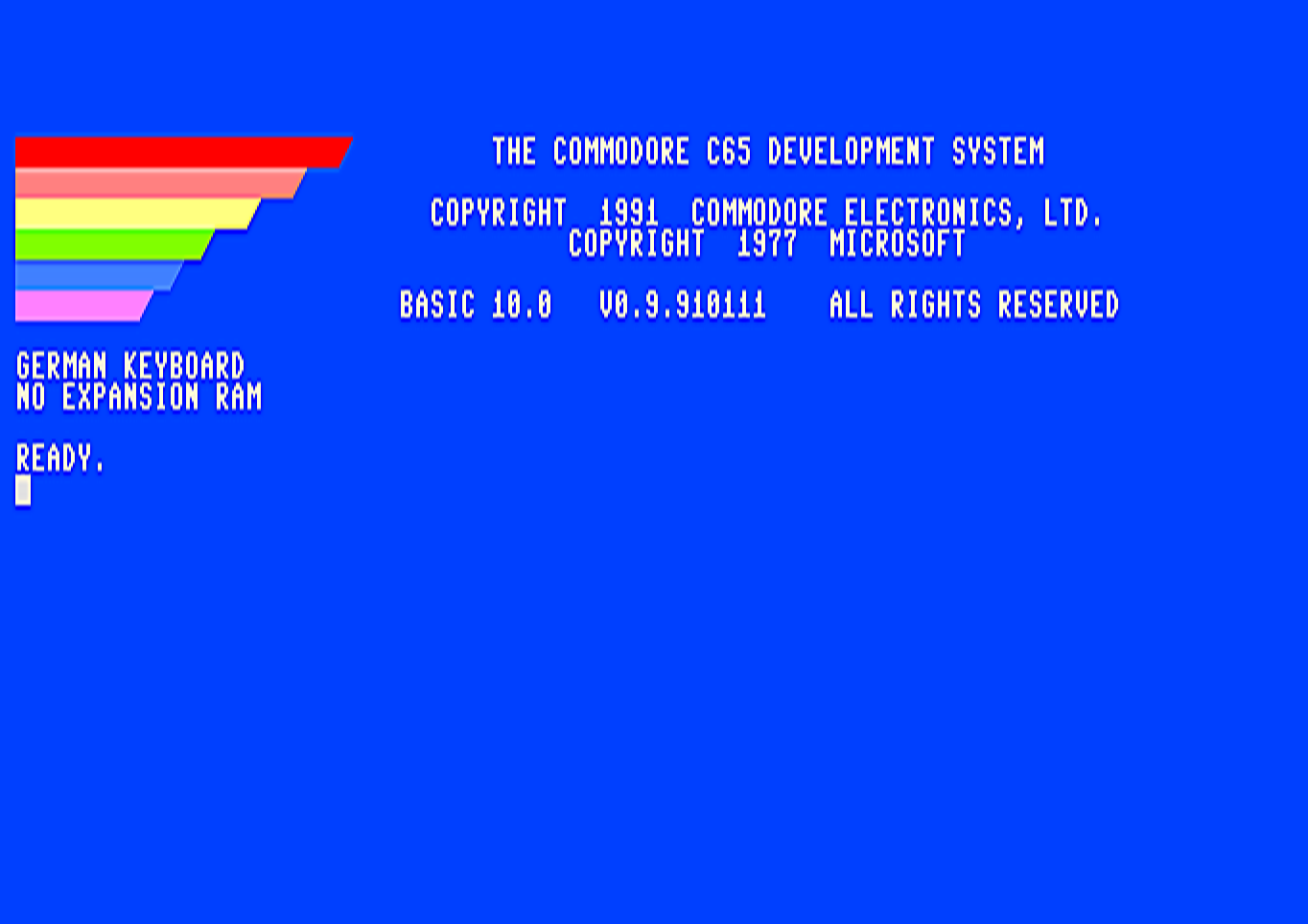
Schermata di avvio

Il Commodore 65 (comunemente abbreviato C65, conosciuto anche come Commodore 64 DX o C64DX) è un prototipo di home computer creato da Fred Bowen e altri progettisti alla Commodore Business Machines (CBM) intorno al 1990. Era una versione migliorata e potenziata del Commodore 64, compatibile tramite emulazione con il suo predecessore.
Il progetto, partito nel 1987, fu annullato a inizio 1991. Probabilmente già nel 1987 era ormai tardi per avviare lo sviluppo di un nuovo computer a 8 bit.

## Storia
La Commodore aveva tentato di dare un successore al Commodore 64 nel 1985 lanciando il Commodore 128, ma questo ebbe successo limitato e il C64 continuò a dominare il mercato dei computer a 8 bit. Pochi anni dopo invece il C64 iniziava a vacillare per l'ascesa dei computer a 16 bit, tra cui l'Amiga della stessa Commodore. Si pensò allora nuovamente a un successore per mantenere vivo il mercato degli 8 bit, che corrispondeva alla fascia economica più bassa.
L'idea del Commodore 65 nacque nel 1987. La macchina avrebbe introdotto caratteristiche innovative di rilievo, e come il C128 avrebbe avuto una modalità compatibile con il C64. Nelle prime fasi del progetto, quando il nome provvisorio era Commodore 64 DX, si potenziò l'hardware, a cominciare dal nuovo microprocessore CSG 4510, derivato dal mai commercializzato CSG 4502.
La GPU è la CSG 4567, capace di risoluzioni perfino superiori a quelle dell'Amiga. Un chip speciale di collegamento chiamato DMagic può spostare ampie porzioni di memoria e velocizzare la grafica. Un lettore di floppy da 3,5" è integrato e ne era aggiungibile un altro esterno, il Commodore 1565, gestito dallo stesso controller interno.
La squadra di progettisti assegnata al C65 era piccola: Fred Bowen che realizzò il nuovo Commodore BASIC 10.0 residente sulla macchina e il BIOS, Victor Andrade (poi divenuto progettista dell'Athlon), William Gardei per il processore video, e Paul Lassa responsabile del DMagic.
Il primo prototipo, con la versione 2B della scheda madre, fu prodotto in 205 esemplari, spediti in varie sedi del mondo per i test. Mancavano ancora parte del BASIC, l'uscita video RF, il suono stereo, e si scaldavano troppo.
Si arrivò fino a sviluppare la versione 5, quasi definitiva. Tuttavia, poiché non si riusciva a raggiungere la commercializzazione prevista per il periodo propizio di Natale 1990, si preferì puntare sull'uscita della console Commodore 64 Games System per quella data (la console uscì in tempo, ma fu un grosso insuccesso).
Il progetto del Commodore 65 invece venne abbandonato del tutto a gennaio 1991, su direttiva dell'allora AD della Commodore Irving Gould.
Quando la Commodore fu liquidata nel 1994, un certo numero di prototipi fu venduto dalle aziende Grapevine Group e Software Hut. Si stima che il numero di unità (tra complete, solo scheda madre, ecc.) distribuite si aggiri tra 50 e 2000.
Decenni dopo, le quotazioni dei prototipi per il collezionismo raggiungono comunemente le decine di migliaia di euro.
Nel settembre del 2017 un esemplare è stato venduto su eBay per oltre 15.000€; due mesi dopo, un'altra asta di eBay è arrivata a raggiungere la cifra di 81.450 €.
Nel 2015 il Museum of Electronic Games & Art (MEGA) di Essen ha annunciato il MEGA65, una ricreazione di questo computer a 8 bit, ma con funzionalità moderne come l'uscita video HD e la scheda Ethernet. Il progetto è open source e basato su FPGA.
Entro il 2022 la Trenz Electronic ne ha venduto diverse centinaia di unità.

## Principali caratteristiche
- CPU: CSG 4510, una versione modificata del MOS 6502, realizzato dalla Commodore Semiconductor Group (CSG), affiancata da due interfacce MOS 6526 CIA ("Complex Interface Adapter") chiamate CSG 4510 R3 (nome in codice Victor)
- Video: un nuovo chip grafico VIC-III, chiamato CSG 4567 R5 (nome in codice Bill), capace di visualizzare 256 colori da una tavolozza di 4096 colori; le risoluzioni possibili sono 320×200×256, 640×200×256, 640×400×16, 1280×200×16 e 1280×400×4 (X×Y×profondità di colore)
- Audio: 2 chip sonori CSG 8580 SID (il C64 ha un solo SID)
  - stereo a 6 voci con capacità di suono sintetizzato e digitale
- Clock alla frequenza di 3,54  MHz, contro 1 MHz del C64
- RAM: 128 kB espandibili a 1 MB
- BASIC evoluto: Commodore BASIC 10.0 (il C64 ha il BASIC 2.0)
- Porte: gestite dal CSG 4510
  - 2 porte joystick/mouse
  - 1 porta seriale DIN CBM
  - 1 connettore-ponte maschio CBM, porta "USER"
  - 1 porta video DIN CBM
  - 1 interruttore di accensione e di reset
  - 1 porta bus drive C65
  - 1 connettore RF video (non implementato)
  - 1 connettore di alimentazione DIN
  - 1 connettore femmina video a 9-pin RGBI
  - 2 porte audio RCA
  - 1 porta di espansione RAM "Belly"
  - 1 connettore-ponte di espansione femmina C65
- 1 drive floppy disk 3½" interno (non su tutti i prototipi)